# Anfallet mot Taranto
Anfallet mot Taranto ägde rum natten mellan den 11 och 12 november 1940, under det andra världskriget, då den brittiska flottan anföll den italienska örlogsbasen Taranto.
Efter slaget vid Punta Stilo ansåg brittiska ledningen att man borde göra ett anfall mot Taranto eftersom hamnens läge var väldigt mycket lämpat för anfall både västerut, söderut och österut. Hamnen sågs som hjärtat för den italienska flottan, ungefär som Pearl Harbor för amerikanerna. Båda dessa hamnar mötte liknande öden, fast Tarantos var betydligt mildare. Britterna hade flera konvojer som ville till Egypten in via Medelhavet mellan Gibraltar sund, istället för att runda hela Afrika för att komma upp till Egypten igen. 
Royal Navy utförde det första sjöanfallet i världen som enbart inkluderade flygplan. Ett litet antal Fairey Swordfish-flygplan lyfte i två vågor (12+9) från hangarfartyget HMS Illustrious i Medelhavet och ett anfall med torpeder mot den italienska flottan vid Taranto. Effekterna av det brittiska anfallet ledde till generella åsikter om att de tungt beväpnade krigsfartygens tid var förbi och att sjöbaserade flygets tid hade framtiden för sig.